# (5087) Emelʹyanov
(5087) Emelʹyanov (1978 RM2) – planetoida z grupy pasa głównego asteroid okrążająca Słońce w ciągu 4,55 lat w średniej odległości 2,75 j.a. Odkryta 12 września 1978 roku.